# Demokratska partija Srba u Makedoniji
Demokratska Partija Srba u Makedoniji (DPSM) (srp. Демократска партија Срба у Македонији, mak. Демократска партија на Србите во Македонија) je parlamentarna politička partija u Republici Makedoniji.
Ova partija je osnovana 1992. godine, a od 2001. godine djeluje pod rukovodstvom novog predsjednika partije Ivana Stoilkovića, biznismena iz Kumanova i poslanika u Parlamentu („Sobranju“) Republike Makedonije od 2002. godine. Partija je organizirana na području Skoplja, Kumanova kao i u oblastima kao što su Skopska Crna gora, Đevđelija, Kriva Palanka, Kratovo i okolni seoski krajevi koji gravitiraju oko Republike Srbije. Partija, pored uobičajenih dužnosti ima i dva dodatna tijela: Aktiv Žena kao i Forum Mladih koji ujedinjuje ove dvije grupe na političkim sastancima gdje se dijalogom i analizom utvrđuje položaj, planiraju se planovi za poboljšanje statusa ovih grupa.
Članovi DPSM-a su i zamenik ministra za kulturu Dragan Nedeljković, a Milovan Stojkovski je načelnik općine Staro Nagoričane kod Kumanova, u kojoj se nalazi stari srpski manastir svetog Đorđa, koji je početkom 14. stoljeća (1313.—1318.) podigao srpski kralj Stefan Uroš II. Milutin.

## Vanjske poveznice
- Program stranke (2005.)
- Službena prezentacija partije